# 신우균 (1874년)
신우균(申羽均, 1874년 음력 2월 3일 ~ 1932년 12월 6일)은 대한제국과 일제강점기의 군인이다. 본관은 평산이다.

## 생애
본관은 평산이다. 1894년에 무과에 급제하면서 무관이 되었다. 이듬해 부위 계급으로 훈련대 장교로 복무 중일 때 일본 유학생으로 선발 되었고, 도일하여 일본육군사관학교를 제8기로 졸업했다.
이후 귀국하여 대한제국 무관으로 복무했다. 대한제국 육군무관학교 교관을 지내고 육군무관학교 학도대 중대장을 맡았다. 대한제국 육군 보병 참령에 올랐다가 1905년에는 러일 전쟁으로 인해 군사 요충지인 평안북도 의주군 군수로 잠시 발령받는 등 지방관으로도 근무했다.
1907년에 대한제국 군대 해산으로 군대가 해산되었으나, 일본 제국에 의해 친위부에 배치되어 완충 역할을 맡았다. 1910년 한일 병합 조약이 체결된 뒤 조선주차군사령부에서 계속 복무하였고, 경성부 용산에 위치한 조선군사령부에서 근무하여 보병 중좌까지 승진했다. 1920년에 일본 정부로부터 훈3등 서보장을 수여받은 바 있다.
2008년 민족문제연구소가 발표한 친일인명사전 수록예정자 명단 중 군 부문에 선정되었으며 2009년 친일반민족행위진상규명위원회가 발표한 친일반민족행위 705인 명단에도 포함되었다.

## 같이 보기
- 일본육군사관학교

## 참고 자료
- 신우균(申羽均) - 국사편찬위원회